# Solomon Commey
Solomon Commey (15 december 1993) is een Belgische atleet van Ghanese afkomst, die gespecialiseerd is in het hink-stap-springen.  Hij veroverde drie Belgische titels.

## Biografie
Commey werd in 2014 voor het eerst Belgisch kampioen hink-stap-springen. Het jaar nadien veroverde hij zowel indoor als outdoor de Belgische titel in het hink-stap-springen. Hij is aangesloten bij Vilvoorde AC.

## Belgische kampioenschappen
| Onderdeel                 | Jaar       |
| ------------------------- | ---------- |
| hink-stap-springen        | 2014, 2015 |
| hink-stap-springen indoor | 2015       |

## Persoonlijke records
Outdoor
| Onderdeel          | Prestatie | Wind     | Datum        | Plaats  |
| ------------------ | --------- | -------- | ------------ | ------- |
| hink-stap-springen | 15,51 m   | +0,0 m/s | 27 juli 2014 | Brussel |

Indoor
| Onderdeel          | Prestatie | Datum        | Plaats |
| ------------------ | --------- | ------------ | ------ |
| hink-stap-springen | 15,47 m   | 7 maart 2015 | Gent   |

## Palmares

### hink-stap-springen
- 2012:  BK indoor AC – 14,23 m
- 2012:  BK AC – 14,88 m
- 2013:  BK indoor AC – 14,65 m
- 2013:  BK AC – 15,21 m
- 2014:  BK AC – 15,21 m
- 2015:  BK indoor AC – 15,35 m
- 2015:  BK AC – 15,29 m